# Mirosław Wełniak
Mirosław Bogumił Wełniak (ur. 10 listopada 1949 w Toruniu; zm. 16 marca 2024 tamże) – polski chemik, zajmujący się chemią organiczną.

## Życiorys
Syn Bogdana i Gertrudy. W 1967 roku ukończył IV Liceum Ogólnokształcące im. Tadeusza Kościuszki w Toruniu. Następnie podjął studia chemiczne na Uniwersytecie Mikołaja Kopernika w Toruniu, które ukończył w roku 1972. Stopień doktora uzyskał w 1979 roku za rozprawę pt. Reakcja Bamforda-Stevensa w rozpuszczalnikach protycznych oraz inne wybrane przemiany pochodnych izotricyklenu, tricyklenu i bornanu. habilitację uzyskał za pracę zatytułowaną Nowe aspekty przegrupowań kationowych monoterpenów cyklicznych w roku 2004. Od 2005 do 2012 roku pełnił funkcję prodziekana ds. studenckich Wydziału Chemii UMK. W 2011 roku przyznany mu został tytuł profesora UMK. Zmarł 16 marca 2024 roku w Toruniu.

## Wybrane publikacje
- Silicon dioxide surfaces with aryl interaction sites for chromatographic applications, Mater. Chem. Phys., 89 (2005) 228-237
- C2-Symmetrical Bis(camphorsulfonamides) as chiral ligands for enantioselective addition of diethylzinc to benzaldehyde, Journal of Molecular Catalysis A: Chemical 286, 2008, 106-113 (2008)
- Imines derived from (1S,2R)-norephedrine as catalysts in the enantioselective addition of diethylzinc to aldehydes, Applied Catalysis A: General, 2009, 357, s. 150-158 (2009)
- Solid state NMR spectroscopy as a precise tool for assigning the tautomeric form and proton position in the intra-molecular bridges of ortho-hydroxy Schiff bases, Journal ofPhysical Chemistry A, 2010, 114, s. 12522-12530 (2010)
- Structural and electronic effects of oxazolidine ligands derived from (1R,2S)-ephedrine in the asymmetric addition of diethylzinc to aldehydes, Tetrahedron: Asymmetry, 2010, 27, s. 571-577 (2010)